# Feynmanov dijagram
Feynmanov dijagram je metoda kalkulacije unutar kvantne teorije polja, koju je pronašao američki fizičar Richard Feynman. Ponekad se naziva i Stückelbergdiagram (prema Ernstu Stueckelbergu) ili  pingvin dijagram. Dijagram se predstavlja grafički, gdje linije (zrake) predstavljaju čestice kao fundamentalne interakcije. Svaka linija i svaki čvor odgovara jednom matematičkom članu. Vjerojatnost da će se jedna interakcija dogoditi može se izračunati crtanjem dijagrama i služeći se istim radi dobivanja ispravna matematičkog izraza. Feynmanov dijagram u osnovi je računovodstvena metoda s jednostavnim vizualnim fizičkim tumačenjem događaja.
Veličina interakcije između dviju čestica izravno je srazmjerna s površinom sudara. Ako vjerojatnost interakcije pak nije velika, može se opisati t.zv. Dysonovim serijama, u obliku priče koja može izgledati ovako:
- Bile su jednom dvije čestice koje su se kretale slobodno s relativnom brzinom (nacrtaju se dvije crte u smjeru prema gore).
- Čestice su se susrele (crte se susreću u jednoj čvoru).
- Putovale su istim pravcem neko vrijeme (dvije linije postaju jedna neko vrijeme).
- Razdvojile su se (jedan drugi čvor).
- Onda su zapazile da se njihova brzina promijenila (dvije crte crtaju se prema gore iz drugog čvorišta, ponekad na različit način radi pokazivanja da je došlo do neke promjene kod čestica).

Ova priča može se skicirati uz pomoć Feynmanovog dijagrama kojeg se generalno može lakše sjetiti nego odgovarajuće Dysonove serije.
Ovakav neformalni način pričanja priče koji sliči na rani eksperiment s komorom na mjehuriće učinio je Feynmanov dijagram vrlo popularnim. Feynmanov dijagram je svrsishodan samo ako Dysonove serije konvergiraju brzo. Unutar kvantne elektrodinamike Feynmanov dijagram funkcionira dobro jer je konstanta fine strukture α puno manja od jedan. Razvoj serija ne funkcionira pak dobro za kvantnu kromodinamiku, t.j. teoriju koja opisuje jaku nuklearnu interakciju.

## Vanjske poveznice
- Drawing Feynman Diagrams with LaTeX and METAFONT (or METAPOST)
- FeynDiagram Crtanje Feynmanovih dijagrama C++